# AUKUS
AUKUS、またはAukus（オーカス、[ˈɔːkəs] ;「Australia[オーストラリア]・United Kingdom[イギリス]・United States[アメリカ]」の頭文字）は、アメリカ、イギリスおよびオーストラリアの三国間の軍事同盟である。
2021年9月15日に発足が発表された。

## 概要
アメリカとイギリスは、オーストラリアによる原子力潜水艦の開発および配備を支援し、太平洋地域における西側諸国の軍事プレゼンス（影響力）を強化することを目指している。米大統領のジョー・バイデン、英首相のボリス・ジョンソン、豪首相のスコット・モリソンによる共同声明では、特定の国名は挙げられていないが、ホワイトハウスの情報筋は、インド太平洋地域において影響力を増す中国に対抗する意図があると述べており、多くのアナリストもこの見方をとっている。この協定は、アメリカ・オーストラリア・ニュージーランド間で締結されているANZUS協定（オーストラリア・ニュージーランド・アメリカ安全保障条約、アンザス）の後継として位置づけられるのではないかとみられている。ニュージーランドについては原子力エネルギーの利用を「1987年のニュージーランド非核地域・軍縮・軍備管理法」（非核法）（英語版）によって禁止しているために「オブザーバー」のようにみなされているが、現時点ではニュージーランドのAUKUSとの関わりについて、公式な声明はニュージーランド政府からもAUKUS加盟国からも出されていない。
この協定は、潜水艦や自律型無人潜水機、長距離攻撃能力、敵基地攻撃能力などの軍事分野やサイバー戦争の抑止のためのサイバーセキュリティ、AI、また近年研究開発が進む量子コンピュータを用いた暗号化技術を念頭に量子技術といった最先端テクノロジーの開発を主要な対象としている。また、アメリカとイギリスとについては、核弾頭を搭載した弾道ミサイルなどを含む核兵器インフラストラクチャーに関するコンポーネントも含まれている。協定は軍事面に焦点を合わせたもので、カナダとニュージーランドも含まれる情報共有に関する枠組みであるファイブ・アイズとは別の枠組みとなっている。

### 潜水艦

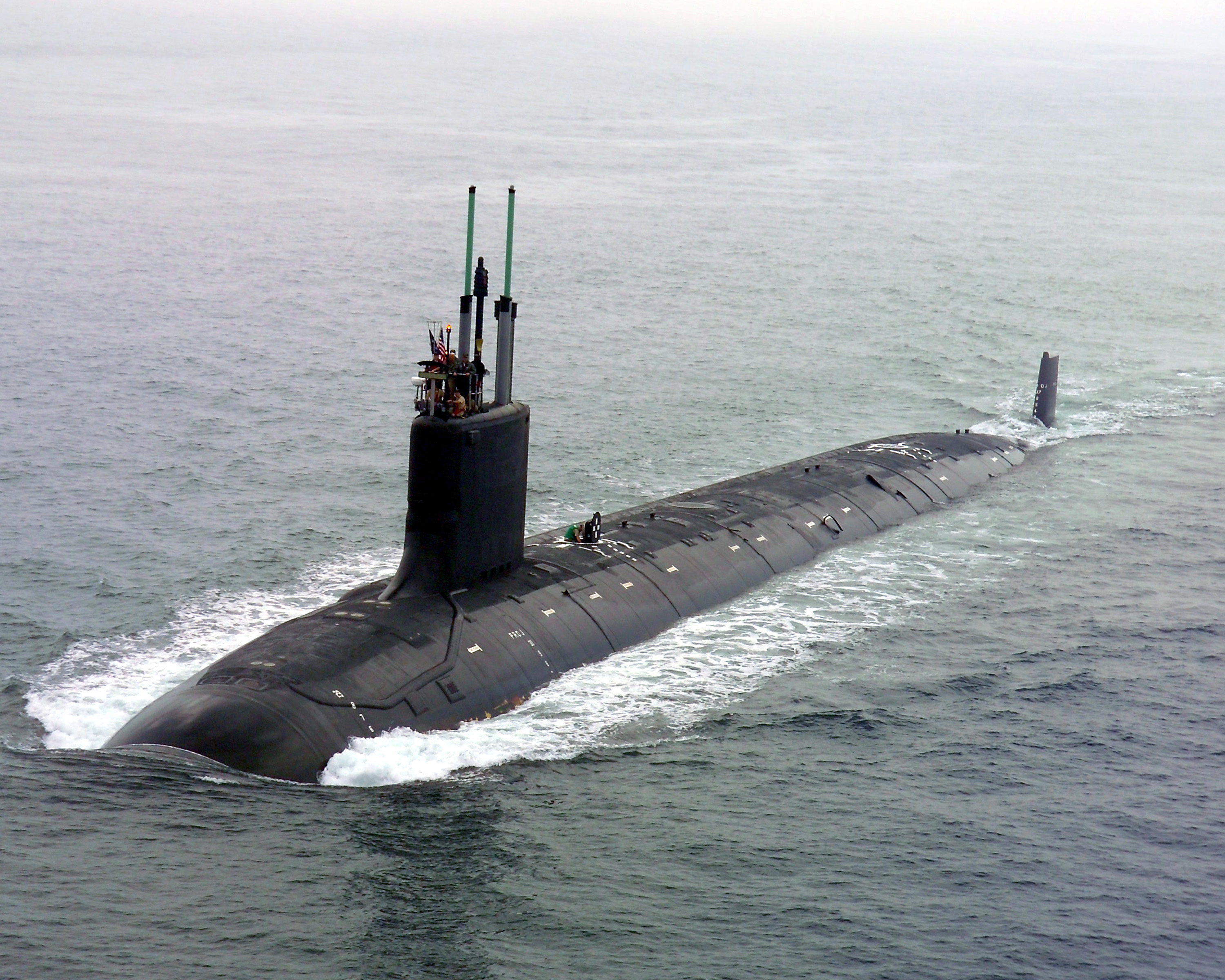
航行中のアメリカ海軍原潜 バージニア
（2004年7月）

協定にはオーストラリアが原子炉を動力源とする原子力潜水艦を保有できるようにするための条項が含まれる。しかし、これはコリンズ級潜水艦の後継としてフランスとの合意に基づき予定していたフランス海軍のシュフラン級原子力潜水艦をベースとした通常動力型潜水艦アタック級潜水艦の配備計画を中止し、これに関するフランスとの共同開発の合意を破棄する必要があるとされている。また原子力潜水艦の動力源となる濃縮ウランはオーストラリア国内では生産せず、アメリカがオーストラリアに供給することで合意している。これにより、オーストラリアは、国連安保理の常任理事国であるアメリカ・フランス・イギリス・中国・ロシアの5ヶ国と、それらに次いで保有するインドに続く7番目の原潜保有国になるとみられている。原子力潜水艦は、通常動力型潜水艦と比べ、最高速力も早く、より長く潜水時間を持続することができ、探知されにくく、装備の積載量も多くすることができる。 
この協定でオーストラリア海軍は通常動力型のコリンズ級潜水艦6隻をフランスとの合意に基づき予定していたアタック級潜水艦12隻でなく、米英との共同開発の次期原子力潜水艦8隻によって更新する予定となった。配備される原潜は、パースの豪海軍スターリング基地（英語版）に配備されているアメリカ海軍のバージニア級、もしくはイギリス海軍のアスチュート級原子力潜水艦がベースとなる可能性がある。
2021年9月16日にワシントンD.C.で行われた米豪外務・防衛級閣僚会合（2+2）において豪外相のピーター・ダットン（英語版）は、「あらゆる種類の米軍機のオーストラリアへのローテーション配備を通じた航空協力の強化」を進め、「戦力態勢の協力を大幅に強化する」と述べた。また、ダーウィンへ配備される米軍の部隊数を増やす可能性や、アメリカや他の地域のパートナー国との合同軍事演習の増加、オーストラリア国内における基地や兵器庫、火薬庫の新設なども示唆した。米国防長官のロイド・オースティンも、米豪両国はより多くの合同演習の機会を模索していくと述べ、オーストラリアに駐留する米軍部隊の規模を拡大するとともに、配備する軍用機数を増やすと強調、アメリカが核技術を与え、オーストラリアに中距離弾道ミサイル保有を迫っているとの憶測を否定した。
米英の協力により豪海軍への配備が計画されている原子力潜水艦の装備について、豪首相のスコット・モリソンは、「核兵器ではなく通常兵器」と明かし、「核兵器保有の意思はない」とオーストラリアの核武装を否定、米大統領のジョー・バイデンも「潜水艦に核兵器を搭載することはない」と発言している。
2023年3月14日に米英豪の首脳が米サンディエゴ海軍基地で会談し、豪への原子力潜水艦導入計画で合意したと発表した。2027年にも米英海軍が原子力潜水艦の巡回配備を始める。2030年代にバージニア級を最大5隻購入して配備し、2030年代後半に原子力潜水艦を共同開発する。英の次世代原子力潜水艦をベースに米の技術を加える形で開発される。

### コンピューターとサイバーテクノロジー
AUKUSの発表には「共同能力と相互運用性」を向上させることが目的として明記された。その手始めとして、サイバー能力、AI・量子技術、海底ケーブルの敷設などに焦点を当てる。日本の衆院外務委員会、アメリカ下院外交委員会にあたる、イギリス庶民院外務委員会委員長のトマス・タジェンダット（英語版）はTwitterで「この3つの同盟国の軍産複合体を一緒にすることは、関係を一変させるものです。我々はこれまでも相互運用を行ってきましたが、今まで以上のものを目指しています。イギリス、オーストラリア、アメリカは今後、人工知能から高度な技術まで、様々なプラットフォームの共有やイノベーションのコストを分担することで、コストの節約、削減が可能になります。特に小国である二国にとっては、これは画期的な出来事です」とコメントした。英誌『Engineering & Technology』(英語版) の記事ではファーウェイ（華為）の世界的な市場規模拡大が影響していると分析している。ファーウェイはアメリカやイギリス、オーストラリア、また日本やドイツなどにおいて、国家安全保障、特に経済安全保障上の理由から、通信インフラに関する設備の入札から除外する動きがみられている。また、2021年3月にアメリカ人工知能国家安全保障委員会（英語版）が発表したAIに関する声明についても触れ、オーストラリア国内での取り組みを強化するだけでなく、「来たるべきAI開発競争の加速化と紛争化の時代にうまく防衛手段を講じ、これまでも親密な同盟国だけでなくパートナーとなる国々とともに結集し、有利に競争を行う」ことが必須となると指摘している。
中国は2017年に「新世代人工知能開発計画」を発表し、最高指導者・共産党総書記の習近平は2030年までに中国がAIの先進国になることを訓示している。AIコンピュータ「AlphaGo」が囲碁で世界チャンピオンの李世乭（）を破ったことで、中国人民解放軍の軍事政策を立案する総参謀部の当局者間においてもAIが注目を集めた。中国の軍事当局者は囲碁について、軍事をモチーフにしたボードゲームとして、実際の戦争に応用できるような重要な戦略を試す手段とみることができると考えているとみられている。

## オーストラリア国内での対応
野党・労働党党首のアンソニー・アルバニージーは、国内において民間の原子力産業を拡充する必要がなく、また今後もオーストラリアが核兵器を保有せず、NPTに基づく責任に合致するのであれば、オーストラリアへの原子力潜水艦配備を支持すると述べた。一方、労働党で元首相のポール・キーティングは、「アメリカに物質的に依存することで、オーストラリアが適切と考えるあらゆる関与の自由や選択が奪われ、オーストラリアは主権をさらに喪失することになるだろう」と非難した。同じく労働党で元首相のケビン・ラッドは、中国に対する過度な批判を戒め、オーストラリアが静かに軍事力を向上するよう注力することを提言した。
自由党で前首相のトニー・アボットは「オーストラリア政府が過去数十年間の中で下した最大の決断」と呼び、「中国という現代の大きな戦略的課題に立ち向かうために、アメリカやイギリスと肩を並べるつもりであることを示している」と評した。また、結果としてオーストラリアがより安全になると述べるとともに、中国の海軍力の増大を理由に挙げ、原潜配備を正当化し、評価した。

## 国際的な対応
オーストラリア政府は発表前に日本やニュージーランド、インドネシアなどの周辺諸国にはAUKUSの枠組みによる原子力潜水艦取得計画について事前通告していたが、もともと共同開発で合意、契約していたフランスには通告していなかったとされる。16日には正式に地域諸国の外交使節団に概要を説明したが、仏大統領のエマニュエル・マクロンとの会談も同日まで延期されることとなった。 仏外相のジャン＝イヴ・ル・ドリアンと仏国防相のフロランス・パルリは共同声明で、オーストラリアが500億 - 900億ドル（約309億 - 558億ユーロ、日本円にして約4兆 - 7兆円）規模で12隻の通常型潜水艦を提供する予定だったフランスとの潜水艦共同開発計画を破棄したことに失望の意を表明した。外相のル・ドリアンはラジオのインタビューで、オーストラリアによる契約破棄を「裏切り」とし、「後ろから背中を刺すようなもの」と形容した。また、アメリカについて「ドナルド・トランプ前大統領のやり方を彷彿とさせる」と批判し。米国務長官のアントニー・ブリンケンやオーストラリア外務省報道官が「フランスは重要なパートナー」であると釈明にしたが、フランスが抗議のために米豪両国に駐在する自国大使を召還、フランス本国へ一時帰国させる「対抗措置」をとると決定した。トランプ退陣以後、バイデンの自由民主主義国家との協調外交、いわゆる「価値観外交」の下、西側諸国はG7コーンウォール・サミットなどを通して対中姿勢においても歩調をあわせることを目指してきたが、オーストラリアの原子力潜水艦導入を巡る、これらの出来事によって西側諸国の連帯感、足並みが少し乱れる事態となった。なお、フランスはNATOの「軍事機構」を、NATOがアメリカ中心の組織であることへの反発から1966年から2009年にかけて一時離脱していたことがあったが、NATOからの再離脱について外相のル・ドリアンは否定している。その一方で、NATOの新しい基本戦略、いわゆる新「戦略概念」の策定にNATO加盟国間の国際問題として波及する恐れがあると指摘した。その後、ブリンケンとルドリアンとのニューヨークでの米仏外相会談やバイデンとの電話会談でのアメリカ側から「事前協議が必要だった」との見解が示されたこともあり、28日に大統領のマクロンは今後も「アメリカは重要な同盟国」であると述べた上で既に召還を決めていた自国の駐米大使を29日にはワシントンに戻すことを明らかにし、そうしてオーストラリアへの原潜技術供与を巡って急激に悪化した米仏関係の修復が徐々に図られることとなった。
英首相のボリス・ジョンソンは、オーストラリアに配備する原潜に関する契約により「何百人もの高度な技能を持つ技術者への雇用」が創出されるとともに、「世界の安全と安定が保たれる」と主張した一方、フランスとの関係はこれまで通り「盤石」だと述べている。 米大統領のジョー・バイデンは、オーストラリアへの原潜技術供与は「この地域の現在の戦略的環境とそれがどのように発展していくか、という両方に対処するための方法」であると述べた。 
2021年9月16日、ニュージーランド首相のジャシンダ・アーダーンは、従来通り、自国領海への原子力潜水艦の航行を許可しないという考えを表明するとともに、自国の非核化に対する伝統的な姿勢、立場を改めて示した。協定については現時点では打診されておらず、米英豪3ヶ国による協定の打診についても予想していなかったと述べている。
あるアメリカ政府高官は、オーストラリアとの合意は「一回限りの」例外であると述べた。オーストラリアとブラジルは、原子力潜水艦を保有するも、核兵器を持たない最初の国々となるとみられる。一方、他国が同様のアプローチによって原潜の原子炉で使用するためのウラン濃縮を行い、IAEAによる定期的な査察による保障措置を受けずに核開発を行う抜け道を作り、核兵器拡散のリスクが高まる可能性があるという懸念が指摘されている。 
台湾副総統の頼清徳はこの協定を歓迎し、「この地域の民主主義・平和・繁栄のための前向きな進展」と言及した。
官房長官の加藤勝信は6月17日の定例記者会見において、日本の提唱する自由で開かれたインド太平洋戦略に触れた上で、「インド太平洋地域の平和と安全にとって重要」と評価した。また、外務大臣の茂木敏充も豪外相のマリズ・ペイン（英語版）との電話会談でAUKUS発足を「歓迎」する意思を伝えた。一方で、内閣総理大臣の菅義偉がAUKUS発足前の6月17日に「対中包囲網など私もつくりませんから、まず」と発言していたように、Quadに比べ、中国を念頭に置いた軍事同盟としての性格や傾向が強く、軍事面でのハイレベルな連携が求められるAUKUSに日本が直接加盟を果たす可能性は現時点では低いとみられているが、菅義偉は24日にオーストラリア首相のモリソンとのワシントンでの会談で、発足を「歓迎」する意思を示している。また、オーストラリアと同じく、Quadに加わる日本、インドやANZUSに加わっているニュージーランドのほか、シンガポール、フィジー、パプアニューギニアといったアジア太平洋地域の国々の首脳からも「歓迎」の声が挙がっているが、マレーシア、インドネシアは軍拡競争が地域の不安定化に繋がる可能性があるとして懸念を示し、フィリピンは中立的態度を示した。
EU外務・安保政策上級代表のジョセップ・ボレルは9月20日のEU外相会合において、フランスへの「連帯」を示し、欧州委員会も1日にオーストラリアとのFTA締結に向けた交渉作業を1か月にわたり保留すると発表した。フランスに連帯を示したEU諸国の間では、NATOを通じたアメリカとの同盟関係を維持しつつも、なるべくアメリカの軍事力に頼らず、EU加盟国の、特に欧州防衛機関（EDA）やその指揮下の欧州連合部隊といった欧州諸国の軍事力によってロシアなどからヨーロッパを防衛する構想である「欧州独自防衛」の議論が再燃することとなった。
2024年3月21日、カート・キャンベル米国務副長官は、AUKUSと日本との先端技術分野における協力を検討していることを明らかにした。

### 東側諸国の反応

#### 中国の反応
日本の外務省にあたる中国外交部報道官の趙立堅は、「米英豪は、原子力潜水艦の開発に協力することで、国際的な不拡散努力の努力を阻害し、軍拡競争を悪化させ、地域の平和と安定を著しく損なおうとしている」と非難し、強く反発する姿勢を示した。また、ワシントンD.C.にある在米中国大使館（中国語、英語版）は、3か国が「冷戦精神とイデオロギー的偏見」を持っていると非難する声明を発表した。また、中国共産党機関紙『人民日報』傘下のタブロイド紙『環球時報』及びその英字紙『Global Times』は社説においてオーストラリアを「中国の敵」と名指しして批判する記事を掲載した。

#### ロシアの反応
ロシアもAUKUSを非難する姿勢を示している。ロシア紙『ニェザヴィーシマヤ・ガゼータ』は大々的にAUKUSが今後、「東のNATO」としてロシアにとっても強大な脅威となる可能性があると報じ、今後想定される加盟国を含めた潜在的な軍事力においてロシアを「大きく上回る」と分析する記事を1面に掲載した。9月末には外務次官のリャプコフが米英豪3ヶ国に対して公式見解を求める声明を発表、スイスのジュネーブで開かれた米露戦略的安定対話においても同外務次官が出席し、核不拡散を念頭に問題視しているとした上で、直接アメリカ側にAUKUSに対する懸念の意思を伝達している。

#### 北朝鮮の反応
北朝鮮外務省は、国営朝鮮中央通信社を通じて声明を発表し、米英豪によるAUKUSの取り組みを「極めて望ましくない、危険なもの」と非難し、核不拡散体制を破壊するものであると述べ、「世界の平和と安定を深刻に脅かす」として自国に非核化を求めているのにもかかわらず、オーストラリアに原潜技術を供与するというアメリカの「ダブルスタンダード」を批判し、AUKUSが自国の平和を脅かす場合には対抗措置をとるとしている。

## AUKUSとQUAD
AUKUSは軍事・安全保障に主軸を置いた枠組みであり、 QUADとは少し趣が異なる。AUKUSは、中国との力の均衡をとるためにオーストラリアの軍事力を強化することを目指しており、米英がオーストラリアの軍事力を強化し、中国の軍事力に対抗することを目的としたもので、QUADより軍事的枠組みという傾向が強い。
一方、QUADは外交や経済安全保障に重きを置いた枠組みであり、同様に中国と加盟国との間で政治や外交・軍事においてバランスを取るとともに、QUAD内で民生協力を進めることも目的としている。QUADの枠組みにおいては、アメリカも中国との関係悪化を避けたい日本やインドに配慮する側面があるとされ、中国も日印両国を念頭にその切り崩しを狙っていると見られている。AUKUSとQUADはどちらも並行して活動が進められ、将来的に統合する可能性も指摘されている。

## 加盟国首脳（2025年現在）

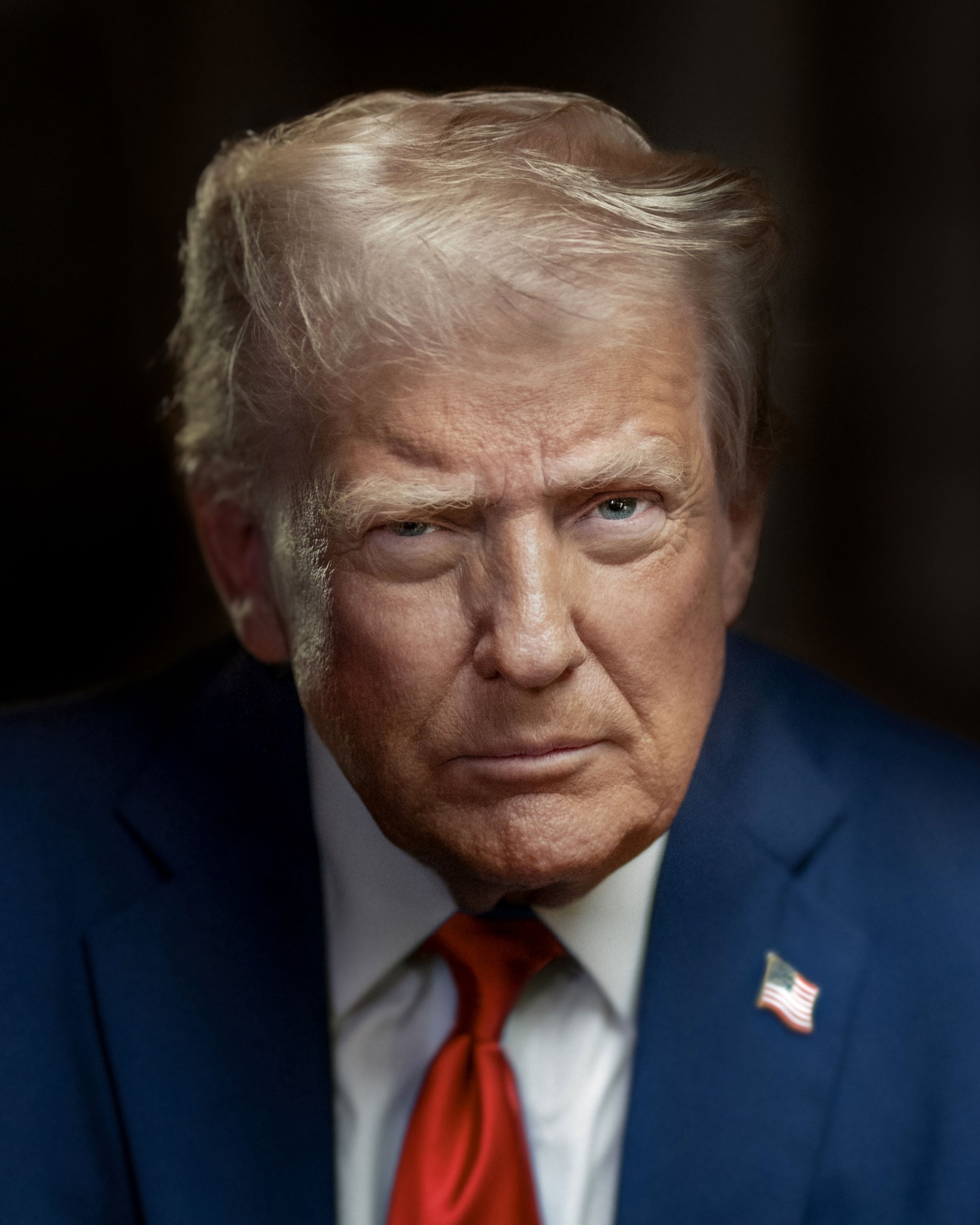
アメリカ ドナルド・トランプ（大統領）
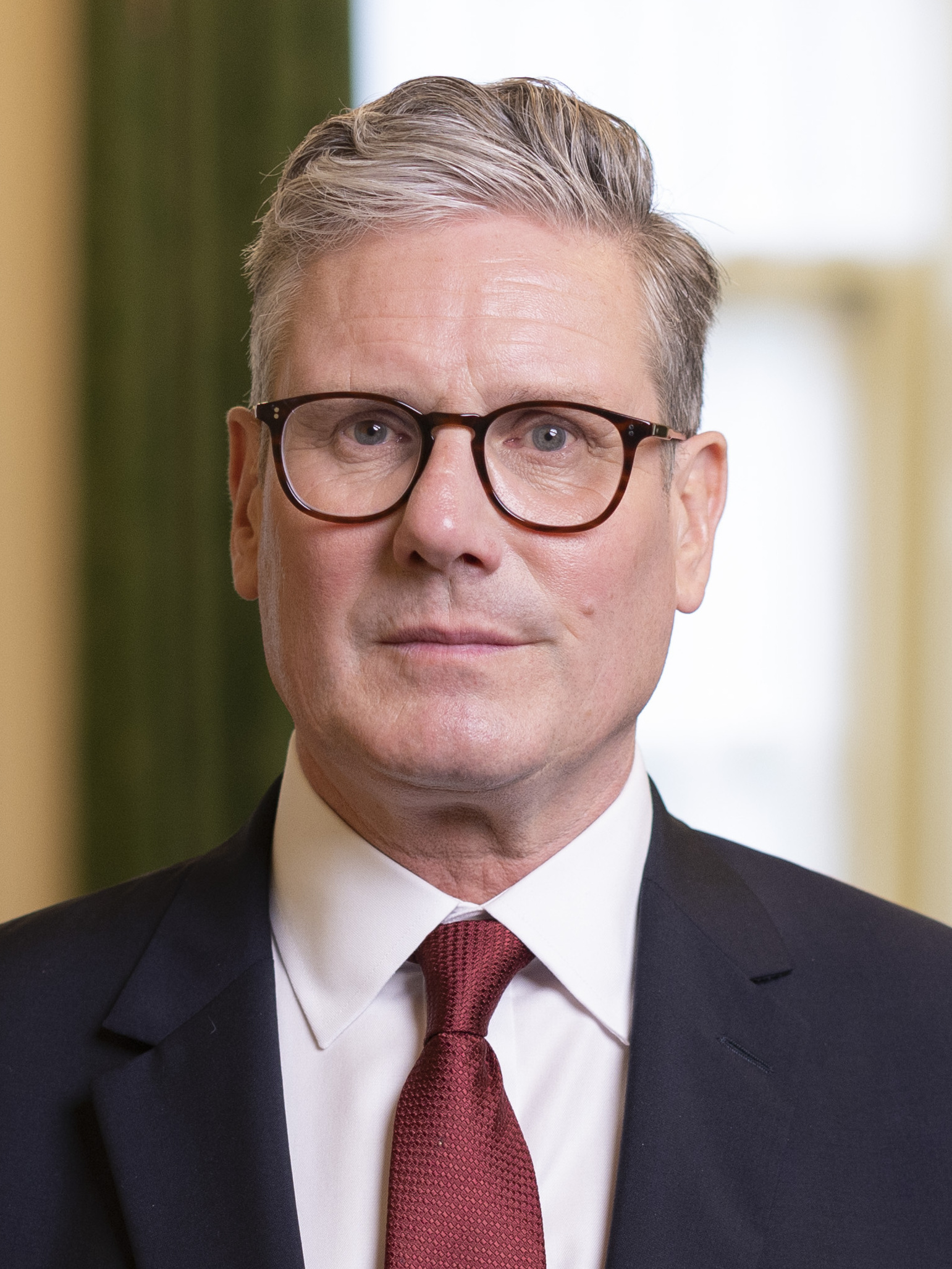
イギリス キア・スターマー（首相）
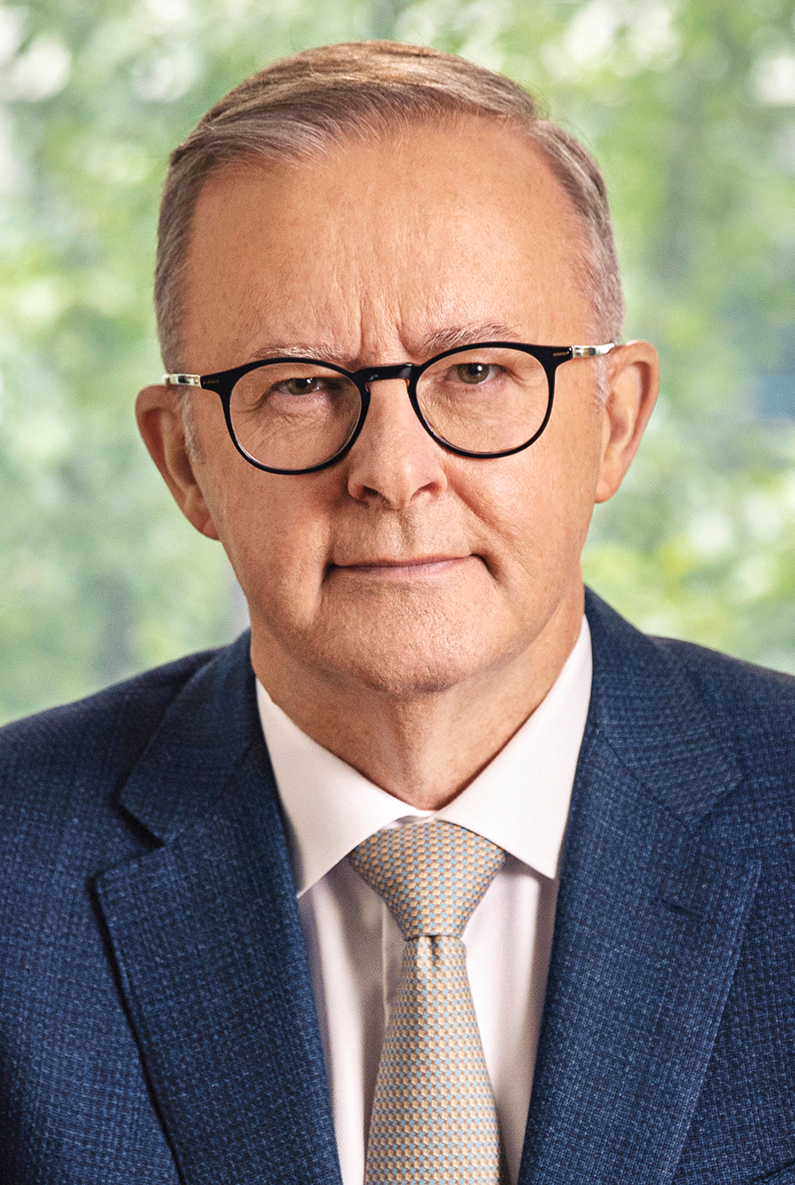
オーストラリア アンソニー・アルバニージー（首相）